# 刺骨無頭介
刺骨無頭介（学名：Ambtonia tsukui）为粗面介科無頭介屬下的一个种。